# Эрлих, Маргарет
Ма́ргарет Э́рлих (англ. Margaret Ehrlich; 1917, Сидар-Рапидс, Айова, США — 12 января 1936, Санта-Моника, Калифорния, США) — американская актриса

 и танцовщица

.

## Короткая кинокарьера
Эрлих была обнаружена кино-скаутом в возрасте 16-ти лет в 1933 году, когда она загорала в Санта-Монике, штат Калифорния. Она должна была подписать контракт с RKO Pictures, но вместо этого она подписала контракт с Metro-Goldwyn-Mayer, взяв сценическое имя Марго Ёрли.
Она сыграла роли в трёх фильмах, в которых не была указана в титрах: «Любовные детективы» (1934), «Водоворот» (1934) и «Вставай и пой!» (1934). В двух своих небольших ролях она играла танцовщиц.

## Гибель в аварии
В январе 1936 года Эрлих ехала с 18-летней Мэри А. Грейс после вечеринки в доме у моря актрисы Мэрион Дэвис. Грейс была танцовщицей Warner Bros. Её машина врезалась в бетонный абатмент на шоссе Рузвельта в Санта-Монике, штат Калифорния. Конкретное местоположение — склон на Калифорнийском проспекте. Эрлих погибла, а Грейс, подруга Дэвис, получила тяжёлые ранения.
Они проехали всего несколько кварталов по шоссе Рузвельта на момент аварии, которая произошла около 2:30 ночи. Свидетелей не было, но было выяснено, что Грейс превысила скорость автомобиля на столько, что не смогла повернуть на уклон Калифорнийской авеню. Следы шин указывали на то, что автомобиль сдвинулся на сорок один фут до удара об абатмент и ещё на тридцать один фут после столкновения.
Эрлих получила перелом основания черепа, перелом правой руки и рваные раны по всему телу. Она умерла в машине скорой помощи по дороге в больницу Санта-Моники.
У неё остались родители, г-н и миссис Милтон Эрлих, с Пятнадцатой улицы, 227, в Санта-Монике, и два брата, Пол и Фредерик. Её тело отвезли в Киркелл, Бернард и Пек, в Оушен-парк.
Эрлих была похоронена в мавзолее на мемориальном кладбище Вудлон в Санта-Монике.